# Karl Biechele
Karl Biechele (* 15. September 1892 als Karl Ignaz Sebastian Biechele in Eichstätt; † 24. September 1978) war ein deutscher Chemiker, Apotheker und Funktionär des Deutschen Alpenvereins (DAV).

## Leben
Nach Ablegung des Abiturs am Humanistischen Gymnasium in Eichstätt studierte Karl Biechele Chemie an den Universitäten in München und Gießen. 1922 promovierte er in Gießen zum Dr. phil. Das Thema seiner Dissertation lautete: Zur Kenntnis der Kondensation aromatischer Karbonsäuren mit Formaldehyd. 1926 legte er das Pharmazeutische Staatsexamen an der Universität Erlangen ab. Nach Eichstätt zurückgekehrt, arbeitete er fortan in der elterlichen Apotheke, deren Leitung er nach dem Tod des Vaters 1929 übernahm.
1929 trat Biechele in den Stahlhelm und 1935 in die SA ein. Am 3. Mai 1937 beantragte er die Aufnahme in die NSDAP und wurde rückwirkend zum 1. Mai desselben Jahres aufgenommen (Mitgliedsnummer 4.351.300). Im Zweiten Weltkrieg war er Hauptmann der Luftwaffe bei einer Flak-Abwehr. 1940 wurde er schwer verwundet, so dass ein Oberschenkel fortan lahm blieb.
Er gehörte zu den sogenannten Zwölf Aposteln, die 1950 die Wiedergründung des DAV vorbereiteten. Von 1951 bis 1972 war Karl Biechele erster Vorsitzender der Sektion Eichstätt des Deutschen Alpenvereins. Als solcher war er 1968 maßgeblich am Erwerb der Glorer Hütte (2642 m) für die Sektion Eichstätt beteiligt. 1971 ging Karl Biechele in den Ruhestand und beschäftigte sich mit der Geschichte der Eichstätter Apotheken und der Familiengeschichte.

## Ehrungen
- Ehrenmitglied der DAV-Sektion Eichstätt